# شركة أسمنت المدينة
بدأ مصنع أسمنت المدينة الكائن في محافظة مرات على بعد (135 كلم) من مدينة الرياض عمله في الربع الأخير من عام 2007م بطاقة إنتاجية قدرها 5,000 طن من الكلنكر في اليوم بما يعادل 1.75 مليون طن من الأسمنت سنويا. بدأ المصنع إنتاجه التجريبي في نوفمبر 2007م، وقد بدأ الإنتاج التجاري خلال شهر يناير من العام 2008م.